# Hôtel Crockett
Pour les articles homonymes, voir Crockett.
L'hôtel Crockett (en anglais : The Crockett Hotel) est un hôtel américain situé à San Antonio, au Texas. Construit en 1909, il est membre des Historic Hotels of America depuis 2010.